# Housatonic (Massachusetts)
Housatonic  è un centro abitato degli Stati Uniti d'America facente parte della contea di Berkshire nello stato del Massachusetts. Amministrativamente dipende dal comune di Great Barrington.